# Xã Beaver Bay, Quận Lake, Minnesota
Xã Beaver Bay (tiếng Anh: Beaver Bay Township) là một xã thuộc quận Lake, tiểu bang Minnesota, Hoa Kỳ. Năm 2010, dân số của xã này là 473 người.